# Paulette Jiles
Paulette Kay Jiles, conosciuta anche come Paulette K. Jiles e Paulette Jiles-Johnson (Salem, 4 aprile 1943 – San Antonio, 8 luglio 2025), è stata una scrittrice e poetessa statunitense.

## Biografia
Paulette Jiles nacque il 4 aprile 1943 a Salem, in Missouri. Stabilitasi in Texas, visse e lavorò a San Antonio.
Dopo la laurea in filologia romanza conseguita all'Università del Missouri–Kansas City, si trasferì in Canada nel 1969 dove lavorò come giornalista, prima di far ritorno negli Stati Uniti nel 1991.
Dopo il suo esordio letterario avvenuto nel 1973 con la raccolta di poesie Waterloo Express, pubblicò numerosi romanzi, raccolte di liriche e saggi e il suo romanzo del 2016 Notizie dal mondo venne anche trasposto nell'omonima pellicola cinematografica dal regista Paul Greengrass.

## Opere principali

### Romanzi
- The Golden Hawks (1978)
- The Late Great Human Road Show (1986)
- Sitting in the Club Car Drinking Rum and Karma Kola (1986)
- Enemy Women (2002)
- Stormy Weather (2007)
- The Color of Lightning (2009)
- Lighthouse Island (2013)
- Notizie dal mondo (News of the World, 2016), Vicenza, Neri Pozza, 2021 traduzione di Laura Prandino ISBN 978-88-545-2221-3.
- Il violinista (Simon the Fiddler, 2020), Vicenza, Neri Pozza, 2022 traduzione di Laura Prandino ISBN 978-88-545-2273-2.
- Chenneville (2023)

### Raccolte di poesie
- Waterloo Express (1973)
- Celestial Navigation (1984)
- The Jesse James poems (1988)
- Flying Lesson (1995)

### Raccolte di racconti
- Blackwater (1988)
- Song to the Rising Sun (1989)

### Saggi
- Cousins (1992)
- North Spirit: Travels Among the Cree and Ojibway Nations and Their Star Maps (1995)

## Adattamenti cinematografici
- Notizie dal mondo (News of the World), regia di Paul Greengrass (2020)

## Premi e riconoscimenti

### Vincitrice
Atwood Gibson Writers' Trust Fiction Prize
- 2002 con Enemy Women[8]

### Finalista
National Book Award per la narrativa
- 2016 con Notizie dal mondo[9]